# グノーシア
『グノーシア』（GNOSIA）は、ゲーム制作サークル・プチデポットにより開発されたゲームソフト。人狼ゲームを1人用ゲームとしてアレンジしている。
2019年6月20日にPlayStation Vita用ソフトとして配信開始され、2020年4月30日にはグラフィックス・サウンドの強化や機能追加が施されたNintendo Switch版が、さらに2022年1月23日にはSteamにおいてPC版が、2023年12月14日にPlayStation 5、PlayStation 4、Xbox Series X/S、Xbox One、Microsoft Store(PC版)が配信開始された。また、オリジナルサウンドトラックが2020年10月1日に発売された。
なお、元々はPlayStation Mobile向けに2015年初頭より開発されていたが、同年3月に同サービスの終了告知に伴いPlayStation Vita向けに変更され、それから4年あまりをかけてのリリースとなった。
メディアミックスとして、2025年10月からのテレビアニメ放送が発表されている。

## ゲーム内容
主人公はある宇宙船の乗員であり、その宇宙船には「グノーシア（グノーシア汚染者）」という人間を消してしまう存在が人間のふりをして紛れ込んでいた。主人公は乗員の1人として、そのグノーシアを排除する議論に参加することになる。しかし主人公と乗員の1人であるセツは時間をループしており、グノーシア対策のための議論を繰り返しながら、ループの原因、およびループからの脱出方法を探すこととなる。そしてループの中で見つかった手掛かりから、グノーシアとは何なのか、なぜループした先には必ずグノーシアが潜伏しているのか、そしてループを止めるためには何をするべきなのか、といった謎を解き明かしていくことになる。

### ゲームの流れ
基本的には人狼ゲーム同様、決着がつくまでは議論と投票、そして夜時間を繰り返し、投票によりグノーシアを全員排除すれば人間の勝利、人間の数がグノーシアの数の同数以下になるとグノーシアの勝利となる。ただし特定のイベントが発生すると強制的に終了したり決着が着いたりすることがある。
なお、人狼ゲームとは異なる点として、投票と夜時間の間には自由時間が存在し、主人公のレベルアップを行える他、他のキャラクターの元を訪ねることができる。その際にイベントが発生することもある。（その他、人狼ゲームとの違いについては後の「人狼ゲームとの違い」を参照のこと）
議論
基本的なルールは人狼ゲームに則っており、生存者全員で誰をコールドスリープするのかを話し合う。
最初は疑う・かばう・同調する・否定するなど基本的なスキルしか使用できないが、スキルを獲得する事で雑談する・他の船員と協力するなど選択肢が増えていく。
また直感が高い場合、他のキャラクターが嘘をついたことに気付ける場合がある。人物を指定してから同意や反論が一通り飛び交うまでを1ラウンドとし、5ラウンドが終了した時点で投票に移行する。ラウンドに制限時間はない。
投票
誰をコールドスリープさせるのかを投票により決定し、選ばれた人間はコールドスリープされ、人狼ゲームでの吊られた状態扱いとなる。ただしゲーム内では眠っているだけで死亡してはいないため、それを利用したイベントが発生することがある。
複数の人物が同数だった場合は決選投票となり、対象の人物にのみ疑う・かばう事が出来る(他のメンバーの意見に同調・反撃は通常通り可能)。それでも決着が付かない場合は対象全員をコールドスリープさせるか、もしくは誰もコールドスリープさせないかを話し合って決めることとなる。
投票によってコールドスリープが決定した場合、その結果を覆す事は出来ないが、低確率ながらコールドスリープを回避できるスキルも存在する。
自由時間
投票終了後から睡眠までの自由な時間でステータスを上げたり、1日に1度だけ他のメンバーと交流ができる。また条件を満たしている場合はイベントが発生する。
大部分のスキルを使うには、自由時間にステータスを上げることでスキルを使う条件を満たすことが必要となる。
他のキャラクターとは友好度がループごとにランダムで設定されており、訪問する事で上昇させることが可能。友好度は議論や投票に影響を与える場合がある。
またキャラクターから議論中に気づいたことの密告や、協力を持ちかけられることもある（ただし密告が嘘の場合や敵が協力を持ちかけてくる場合もある）。
また自由時間にはストーリーを進めるためのイベントが発生する他、キャラクターからスキルを教えてもらえることもある。
さらに、特定の条件を満たした上であるキャラクターの元を訪れることで、ステータスの振り直しや一部のイベントスチルの確認が可能。
夜時間
グノーシアをはじめとした役職が活動する時間。襲撃や守護・調査の対象を選ぶことが可能。守護されずにグノーシアに襲撃された人間や、エンジニアに占われたバグは消滅する。
勝敗判定
上記を、「陣営の勝敗が決する」「投票でコールドスリープされる」「グノーシアの襲撃を受ける（もしくは、自身の役職がバグの時にエンジニアに調査される）ことで消滅する」「確率異常を起こし、宇宙を崩壊させてしまう」のいずれかを満たすまで繰り返す。このゲームでは陣営の勝敗が決した時に自陣営が勝利した時のみ勝利扱いとなり、生存勝利以外は全て敗北扱いである。ただし、ストーリー上の特定のイベントが発生した場合、勝敗がつかずにループが終了したり、決した勝敗が変更されたりする場合もある。
確率異常の場合以外では経験値が入り、1日目に戻って新たなループが始まる。
なお、経験値については勝利・敗北によって変わる他、自分がどの役職であったかも影響する。

### 初期条件設定
ゲーム開始からしばらくは、乗員数・グノーシアの数・役職の有無・自分の役職はループごとに固定されている。ストーリーが進むにつれて徐々に自由に設定できる項目が増えていき、最終的にはこれらをプレイヤーが自由に選択できるようになる。さらにあるイベントの発生後には、イベントの発生しやすい設定を自動設定することも可能となる。
乗船するキャラクターの総数が少ない場合、どのキャラクターが登場するかはランダムであり、またグノーシアの数や役職に制限がかかる場合もある。
なお、セツはどのループにも必ず登場する。

### 役職
本作には様々な役職が存在する。役職の能力は人狼ゲームに則っているが、世界観を考慮して名称は変更されている。
本項では人間（村人）陣営→グノーシア（人狼）陣営→バグ（妖狐）の順に記述する。
乗員
「村人」に該当。何の能力も持たない一般的な人間。
エンジニア
「占い師」に該当。夜時間にキャラクター1人を調査して、人間かグノーシアかを知ることができる。またバグを調査した場合、バグは消滅する。
判定は人間ないしグノーシアの2種類のみであるため、人間判定が出ても「その人物が何の役職か」までは知る事は出来ない。
ドクター
「霊能者（霊媒師）」に該当。前日にコールドスリープしたキャラクターが人間かグノーシアかを知ることができる。
エンジニアと同様、人間判定が出ても「コールドスリープした人物が何の役職か」までは把握できない。
留守番
「共有者（双子）」に該当。必ず2人1セットで登場し、お互いが人間である事を知っている。片方が名乗り出た場合、もう片方も名乗り出なければ留守番だと確定しない。
両者が名乗り出た時点で、全視点からその2人がグノーシアに汚染されてない人間だと確定し、PP以外でコールドスリープされなくなる。（なお、たとえ人間だと確定していても、友好度によっては疑われたり票を入れられたりする可能性はある）
この役職はグノーシア等の人外陣営が騙る事はできない。
守護天使
「狩人（騎士）」に該当。夜時間に指定した1人をグノーシアの襲撃から守ることができる。ただし自分を守ることはできない。
この役職は名乗り出ることができず、騙りに出ることもできない。
グノーシア
「人狼」に該当。グノーシア汚染者とも呼ばれる。異星体グノースの力により、人間を消したい衝動が沸き上がると同時に人間を消し去る強力な力を手にした。夜時間（空間転移）時に指定した1人を襲撃し、消滅させることができる。ただし守護天使に守られた人間や、バグは消滅させられない。
AC主義者(Anti Cosmic -)
「狂人」に該当。人間でありながらグノーシアを勝利に導くために行動する、グノーシアの従者と言うべき存在。
調査結果と人数カウントは人間として扱われるが、グノーシア側の人間であるため、グノーシアの勝利のためにエンジニアとドクターを騙る事ができる。
AC主義者は誰がグノーシアかはわからず、逆にグノーシアも誰がAC主義者かわからない状態で議論が開始されるため、AC主義者であっても立ち回り次第ではグノーシアから投票されたり、襲撃されたりもする。
さらにAC主義者自体ははあくまで普通の人間であるため、他役職のような特殊能力の行使による、試合展開に干渉する行為ができない。
バグ
「妖狐」に該当。AC主義者と同様、調査結果と人数カウントは人間側としてカウントされる。
人間側でもグノーシア側でもない第3陣営で、決着がついた時に生存していればバグの勝利となる。
グノーシアに襲撃されてもそれが理由で消滅することはないが、エンジニアに調査されると消滅してしまう。また、グノーシアに襲撃された場合はグノーシア達に「自身がバグ」という情報が行き渡る可能性がある。
グノーシアやAC主義者と同様、エンジニア・ドクターを騙ることができる。
最初は乗員とグノーシアしかいないが、ループを重ねるにつれて他の役職も登場するようになる。

### 能力値
キャラクターの議論における強さや使用可能なスキルには、それぞれに設定された能力値が影響する。
この能力値には次の6種類がある。（なお、後述するが隠し能力値も存在している）
カリスマ
議論における影響力。この値が高いほど、他のキャラクターが自分の意見に賛同してくれやすくなる。
直感
嘘を見抜く力。この値が高いほど、嘘に気づきやすくなる。嘘に気づいた時には専用のエフェクトと説明文が表示される。
ロジック
論理的説明力。この値が高いほど皆を論理的に説得しやすくなり、信頼度への影響力が増加する。
主人公以外のキャラクターの場合、この値が低いほど論理的に破綻した行動を取りやすくなる。
かわいげ
この値が高いほど同情を集めやすく、コールドスリープしにくくなる。
演技力
この値が高いほど嘘がばれにくくなり、また友好度への影響力が増加する。
ステルス
この値が高いほど発言が目立たなくなり、グノーシアに襲われにくくなる。
議論では発言が多すぎたり、逆に少なすぎたりするとそれを理由に疑われやすくなるが、ステルスが高いとその可能性を下げることができる。
これら能力値はスキルの使用条件となる他、一部スキルの効果自体にも作用する。例えば、スキル「騙されるな」は使用者の「直感」が高いほど相手への注目度が高まり、相手の嘘がバレやすくなる。
なお、主人公の能力値は自由時間に自室にてレベルアップすることで行える。現在値はレベルアップ時の他、メニュー画面からも確認が可能となっている。
主人公以外のキャラクターについては、おおよその傾向をゲーム内の「乗員データ」から確認することができる。実際の値はキャラクターごとに設定された特記事項を解放することで大幅に伸びる他、自由時間に会いに行くことでもわずかながら上昇する。

### スキル
スキル（コマンド）は、他キャラクターから教えてもらい、さらにレベルアップによって能力値を伸ばすことによって使うことができる。必要な能力値はスキルによって異なる。
主人公以外のキャラクターは、それぞれ使用するスキルが設定されている。
スキルには、特定の役職に名乗り出るように要請する「名乗り出ろ」や、特定の役職全員のコールドスリープを提案する「全員排除しろ」など一般的な人狼ゲームでも使われる行動の他、「自分は人間だ」と宣言させてグノーシア・バグに嘘をつかせる「人間だと言え」、土下座をすることで同情を誘いコールドスリープを確率で回避する「土下座する」といった独特なものも存在する。

## 人狼ゲームとの違い
本作は人狼ゲームをベースとしているが、1人用であることなどから元の人狼ゲームにはない特徴が存在する。
主人公以外はすべて自動で行動する
主人公以外に議論に参加するキャラクターは全てCPU操作となる。キャラクターそれぞれに設定された行動基準や能力値により、議論での挙動が異なる。
またループを重ねるにつれ、それまでのプレイヤーの行動がキャラクター達の挙動にも影響を与えるようになっている。（詳細は後述）
メニュー画面からそのループ開始前に戻ることができる
コマンド選択時や自由時間など、メニュー画面を開けるタイミングでそのループの初期条件設定前に戻ることが可能。ただし、それまでにそのループで起きたイベントや能力値の調整内容もすべてループ開始前に戻る。
なお、ある条件を満たすことにより、ループの開始前に加え、各日の議論開始直後・各日の自由時間開始直後にも戻ることができるようになる。この機能を利用して、例えば実際の配役を見た上で初日から議論をやり直したりといった遊び方も可能になる。
能力値の上昇により、ある程度は任意の方向で議論を進められる
勝利した場合と比べれば量は減るものの、敗北しても経験値が入るため、主人公の強化を重ねればある程度は自分の思った流れに議論を誘導できるようになる。これにより、人狼ゲームが苦手な場合でもクリアが可能な難易度となっている。
また、ある条件を満たした状態でとあるキャラクターに自由時間に会いに行くと、能力値の調整を行うことができる。この時、あえて能力値を下げることもできるため、任意の能力値を保つことができる。
議論での発言は使用可能なスキルに限定される
議論では習得済のスキルを使って行動するが、スキルを使用するためには、そのスキルを習得済であることに加え、スキルごとの能力値への条件を満たす必要がある。
例えば、役職を名乗り出させたいとプレイヤーが考えても、主人公が「名乗り出ろ」というスキルを習得し、さらに必要な能力値として設定されている「カリスマ」が10以上ないと、名乗り出させることはできない。
他、プレイヤーが他のキャラクターの論理破綻＝確実に人外であることに気づいたとしても、「絶対に敵だ」というスキルが使えないとそのことを周知できない。「絶対に敵だ」を使われたキャラクターは議論に参加できなくなるが、逆に使われない限りは議論で発言できる。そのため、状況によっては破綻したキャラクターが向けた疑いをきっかけに、人間側かもしれない別のキャラクターが投票で選ばれてしまう事態も起こりうる。
コールドスリープ（吊り）を確率で回避することができるスキルが存在する
上述の通り、とあるスキルを習得すると、自分がコールドスリープの対象に選ばれた際に使用することで、確率でコールドスリープを回避することができる。これにより、本来であれば人間側が勝てたであろう状況をひっくり返してグノーシアが勝利する、という事態が発生しうる。
このスキルは主人公の他、とあるキャラクターのみが使用可能。主人公の場合はスキル使用条件を満たした上で任意で発動できるが、とあるキャラクターが使うかどうかは完全にランダムとなっている。
なお、このスキルを使うことができるのは1ループにつき1回のみのため、1ループで何回もこのスキルによりコールドスリープを回避することは不可能である。
言うことのできる嘘の内容に制限がある
乗員・エンジニア・ドクター・守護天使・留守番といった人間側の役職だと、嘘を言うことはできない。また名乗り出ることができるのは実際に担っている役職のみであり、一度名乗り出た後に別の役職に名乗り出る、いわゆる「スライド」といった戦法は使用できない。
グノーシア・AC主義者・バグは嘘をつくことができるが、騙ることのできる役職はエンジニアかドクターのみであり、留守番・守護天使は騙れない（守護天使は真であっても名乗り出ることはできない）。
嘘をつける役職であっても、一度名乗り出たら他の役職に名乗り出ることは不可能。
状況によってはランダムで不可避の破綻が発生しうる
2日目以降に騙りのエンジニア・ドクターに名乗り出た場合、これまでの調査結果はランダムに設定される。そのため、状況によっては騙りに出た途端に破綻してしまうことがある。
また別の状況として、真エンジニアがバグを調査して消滅させ、1日に2人の犠牲者が出たとする。この時、騙りのエンジニアはそれを踏まえて自分の調査内容を変更することはできない。そのため、消滅したキャラクターのどちらかも調査していない騙りエンジニアは、自身の報告の後に必ず破綻してしまう。
なお、自分が騙りのエンジニアであり、グノーシアであると調査したキャラクターがその日に消滅した場合には、人間だったという報告に自動で置き換わる。
騙りが名乗り出た際に真役職は潜伏できない
役職がエンジニア・ドクターの時、同じ役職に騙りが名乗り出た際には、自分も必ず名乗り出なければならない。
厳密には名乗り出なくてもすぐに議論が進行不可になることはないが、ゲーム内で行われている確率計算が破綻して特殊なイベントに進む可能性が上がる。（ゲーム中の「遊び方」にてその存在が示唆されている）
この特殊イベントに進んだ場合は議論が強制終了し、経験値も得ることはできず、発生したイベントや取得したスキルもなかったことにされる。
このルールのため、誰も欠けていない、あるいはコールドスリープないし消滅済のキャラクターがその役職でないと判断できる状態で名乗り出ると、名乗り出た中に必ず本物の役職がいるという判断がされる。
なお、「名乗り出ろ」が使われなかったり、「名乗り出ろ」に対して騙りが名乗り出なかった場合には、真役職であっても潜伏することが可能。
「直感」による発言者の嘘が発覚する可能性がある
「直感」という能力値が高ければ高いほど、発言者の嘘に気づきやすくなる。
上述の通り、嘘をつけるのは人間陣営以外のため、嘘に気づいた時点で相手の役職はグノーシア・AC主義者・バグのいずれかに決定する。それにより、推理することで敵を割り出すプレイングが阻害されることがある。
直感の値が高ければ嘘に気づきやすくなるため、直感を上げることで人狼の推理が苦手なプレイヤーが勝ちやすくなるというメリットもある。
自由時間での行動が議論に影響を与える可能性がある
自由時間ではスキルを教えてもらう、キャラクターと話をする以外にも、他キャラクターについて「とあるキャラクターが嘘をついていた」という密告を受けることがある。
この密告は、そのキャラクターが誰かの嘘に気づいている場合、あるいは誰かに嘘を擦りつけようとしている場合に起きる。つまり、この密告を受けた時点で、「嘘をついていると言われたキャラクター」あるいは「密告をしてきたキャラクター」のどちらか、あるいは両方ともが人間陣営以外であると絞り込めてしまう。こちらもまた、推理のみで敵を割り出したい場合には不要な情報となる。
自由時間に嘘の密告をするキャラクターがいる場所は「！」マークが出ているので回避も可能だが、ストーリーの攻略に必須であるイベントが発生する場合も同様のマークが出るため、判別は難しい。
自分が退場するとその時点で敗北となる
ストーリー上、コールドスリープないし消滅して退場した場合には議論に参加できなくなるため、主人公が退場した場合にはその時点で議論が終了し、敗北扱いになる。特にAC主義者はこの仕様のせいで勝利難易度が大幅に上がっている。
また、上述の理由により、自分が退場した瞬間に勝敗が決しなかった場合も、最終的にどの陣営が勝利したかも不明のままとなる。
バグ（妖狐）は人数カウントでは人間側として判定される。
人狼ゲームにおける「妖狐」は第三陣営の人外であるため、元になった人狼ゲームでは人間と人狼、どちらにも人数カウントされない。しかし、本作のバグは第三陣営でありながら、人数カウントは人間側として数えられる。
このため、人狼（グノーシア）側の勝利を妖狐（バグ）が乗っ取るためには、バグを人間側として扱って計算する必要がある。

## プレイヤーの選択によるキャラクターへの影響
キャラクター達には上述した能力値の他にも「社交性」「相性」などの隠し能力値が存在し、それぞれのキャラクターの特徴に合わせて内部的に設定されている。これらはプレイヤーのゲーム内での動きや選択肢の選び方によって変化し、議論の展開に影響を与える。これにより、同じキャラクターであってもプレイヤーごとに異なる印象を与えるような仕組みとなっている。
そのため、キャラクターを見るときには「（キャラクターを見る際には）そのプレイヤーの中のグノーシアのキャラクターであると見た方がいい」とされている。なお、ゲームでの情報についてはゲームで表現されたものが確定の情報であり、それ以外の部分についてはプレイヤーに委ねられると別の開発メンバーが語っている。

## キャラクター
主人公を含めて全部で15人のキャラクターが議論に参加する。最初は人数が少ないが、ループを重ねるにつれて他のキャラクターも登場する。

### 色と星座について
主人公以外のすべてのキャラクターには、一部に重複があるがそれぞれ個別に色と星座が対応している。この色は一部を除き主人公の「好きな色」として選択できる他、ゲーム画面の各所で主人公の顔イラストの代わりに、選択した色に対応した星座のマークが用いられる。
色と星座にどのキャラクターが対応するかは、ゲームの実績として確認することができる。（実績機能のないSwitchでは確認不可）キャラクターと星座のマークの対応については、VITA版以外にて特定の条件を満たすことで発生するスチル確認イベントでも確認できる。

### キャラクター一覧
名前の後の括弧内は、色と星座を表す実績名を表記している。
主人公
名前、性別、好きな色、初期能力値はゲーム開始時点に設定可能。性別によって一部のイベント内容が変化する。
デフォルト名は存在しないが、VITA版発売当時のデモ映像では「ユーリ」「しじみ」、Switch版以降でのソフトパッケージ裏では「プチデポ」、ゲーム内の「遊び方」では、VITA版では「しぐれ」、Switch版以降では「いずむ」「イズム」「ぷちでぽ」等となっている。
セツ（牡牛座の水色）
識別年齢18歳、第52基地出身、汎性。
主人公に「銀の鍵」を渡した人物で、主人公と共にループの謎を解き明かそうと奮闘する。
主人公と同じくループしているが、ループ自体が同期しているわけではなく、例えば主人公の3回目のループに50回目のループのセツがいる、という事態が発生しうる。主人公のループ数が少ない時に議論での立ち回り方をアドバイスしてくれることも。
カリスマ、ロジック等が高く、直感も低くはないため攻撃手段は多いが、逆に疑われた時にヘイトを逸らす手段が少ない。またステルスの低さ故に目立ちやすく、襲撃の標的になりやすい。
ジナ（山羊座の紫）
識別年齢21歳、地球出身、女性。
物静かな優しい性格で、人を騙す事に対して嫌悪感があり、自己犠牲に走る事もある。
能力は全体的に低めだが、特定の条件により直感が跳ね上がって、高確率で嘘を見抜くようになる。また主人公を信頼している場合、自身が嘘を見抜いたキャラクターについて、騙されないように主人公に警告してくれることがある。
SQ（牡羊座の赤）
識別年齢24歳、リ・リウ小惑星帯出身、女性。
明るい性格で享楽主義。目元にハートのタトゥーをしているが、グノーシアだった場合は本性を現すとドクロマークに変わる。
好き嫌いで投票することが多い。また演技力やかわいげが高く、グノーシアだと気づいてもなかなかコールドスリープさせることができない。
ラキオ（射手座の青）
識別年齢18歳、グリーゼ船団国家出身、汎性。
超階級社会で生まれ育ち、プライドが高く、皮肉めいた発言が多い。セツ同様に汎性だが肉体的には男性。キャラクターが人間あるいは人外であることが確定したことを周知するスキルを教えてくれる。
論理至上主義でロジックの能力が極めて高く、演技力もそれなりにあるため、終盤まで生きていると非常に強い。反面、かわいげやステルスが低く、投票にしろ襲撃にしろ標的になりやすい。
しげみち（天秤座の黄緑）
識別年齢88歳、惑星シャングン出身、男性。
全身を銀色の皮膚で覆われており、グレイのような姿をしている。とある乗員に惚れがちらしい。
カリスマが高いため、他のキャラクターの同意を得やすく味方に引き込むことがある。またステルスも高いため発言をしてもあまり目立たない。
人外陣営の場合には勇敢に騙りに出ることが多いが、演技力が低いため、その嘘が露呈しやすい。
ステラ（蠍座の緑）
識別年齢26歳、出身星は非公開、女性。
真面目で優し気な雰囲気をしており、ジョナスの従者として舞台となる宇宙船の管理をしている。
全体的に能力のバランスが取れており、高めのロジックにより疑わしいキャラクターに票を集めようとする事がある。一方で献身的な性格が災いし、味方であるグノーシアを露骨にかばって目立ってしまう場面もある。
夕里子（ゆりこ）（蛇遣い座の銀）
識別年齢19歳、出身星は不明、女性。
ミステリアスで、誰に対しても非常に高圧的な態度を取る。グノーシアの秘密について知っている。
ステルス以外の全ての能力が非常に高く、彼女に標的にされると高確率でコールドスリープさせられることになる。他のキャラクターからの反論を封じるスキルを教えてくれる。
シピ（双子座の橙）
識別年齢25歳、惑星ハンス出身、男性。
猫が大好きな青年。猫になるための手術を受けている最中で、首の部分で肉体が猫と繋がっている。
直感が高めかつ、防御寄りのバランスの取れたステータスをしている。他のキャラクターに対して積極的に協力を持ちかける事が多く、そのスキルを教えてくれる。
コメット（獅子座の黄）
識別年齢16歳、惑星ヴォーモ出身、女性。
全身に極彩色の紋様がある。紋様に見えるのは実は粘菌状の生物で共生関係にある。
とにかく直感が高く、嘘にすぐ気付く。ただし演技力が低いため、自身の嘘は見抜かれやすい。自由時間に他のキャラクター達にグノーシアかどうかを聞いて回ることがあるなど、勇敢で社交的な性格をしている。
ククルシカ（牡羊座の緋色）
識別年齢15歳、出身星は不明、女性。
音声による会話をすることができないが、豊富な表情や身体言語でコミュニケーションが取れる。発言内容はすべて主人公のモノローグの形式で表される。
嫌いな人物に優先して投票する傾向がある。かわいげが高いため、標的にされても周囲から同情を得やすく、敵だとわかっていてもなかなかコールドスリープさせることができない。
ジョナス（水瓶座の茶色）
識別年齢33歳、地球出身、男性。
主人公たちが乗る宇宙船の船長。1000年以上前の宇宙船「アルゴー号」に乗っていた伝説的な人物。しかし、場を混沌とさせるような言動が多く、周りにいる人間を困惑させることもある。
能力は全体的に高水準ではあるものの、詩人めいた話し方をして場をかき回すことも多い。都合が悪くなると話をうやむやにすることもある。
オトメ（乙女座の桃色）
識別年齢7歳、海洋惑星ナダ出身、女性。
知性化を施されたシロイルカの少女。人間が好きで人懐っこい性格。小型の車両に乗って移動している。
知性化を施されたこともあって高いロジックを持ち、またかわいげも高い。バグを警戒してグノーシアへの投票を避けるように提案することがある。
沙明（シャーミン）（魚座の黒）
識別年齢21歳、惑星アースラ出身、男性。
軽い口調で話す青年。セツに非常に嫌がられており、ループによっては議論開始前にセツに殺されてしまい参加しない。（この場合、人狼ゲームにおける役欠けと同じ状態になる）
自身が生き残る事を最優先としており、ステルスが非常に高くグノーシアに襲われづらい。また彼が守護天使の場合、守護の対象は女性あるいはセツばかりになる。
レムナン（蟹座の白）
識別年齢19歳、カナン576出身、男性。
非常におとなしい少年。自分に自信がないような言動が多い。SQに対して酷く怯えている時がある。
直感やステルスに優れるが、カリスマが低く発言の影響力が非常に弱い。また、主人公に対する友好度の初期値が低いため、ループ回数が少ない時は主人公を攻撃することが多くなる傾向がある。

### 議論に参加しないキャラクター
以下のキャラクターは議論には参加しないが、イベントで登場する。
LeVi
船の擬知体であり、船の航行や船内環境の維持を行っている。
それ以外にも、何も知らない主人公に船の案内をしてくれる等のサポートを積極的に行う。
なお本来であれば、船内にグノーシアが生じた時点で船は擬知体による自爆を義務付けられており、にも関わらず議論での対策を行っているのは、その自爆を回避するためにLeViと契約を交わしたためである。

## ゲームの世界観と各種メディアミックスの関連
ゲーム発売以降、ヴィレッジヴァンガードやeeo Storeなどの外部コラボレーションの他、後述するテレビアニメなどメディアミックスが行われている。
これら各種展開について、プチデポットのリーダーである川勝徹（めづかれ）は、「ゲームのキャラクターや世界観をベースとし、ゲームではあり得ない世界線にキャラクターが行ったとしたら、どんな表情をしてどんな服を着るだろうか」といった情報を開示することを意図しており、そういったことで例えば二次創作の受け皿を拡張するといった、個々のプレイヤーの主観を含めた世界観の広がりをねらいとしている。

## テレビアニメ
2025年10月より放送予定。
なおキャラクター原案やプロデュースにプチデポットのメンバーが関わっている（スタッフの項を参照）。そのプロデュースに関わったメンバーはアニメについて、「アニメの宇宙は数ある世界線の1つであり、いわゆる『正史』ではない。アニメの視聴者は主人公ユーリの宇宙の観測者であり、ゲームのプレイヤーが体験したグノーシアの宇宙はそのゲームプレイヤーだけのものである」としている。

### スタッフ
- 原作 - petit depotto[29]
- キャラクター原案 - ことり[29]
- 監督 - 市川量也[29]
- シリーズ構成・脚本 - 花田十輝[29]
- キャラクターデザイン - 松浦有紗[29]
- 美術監督 - 鎌田麻友美、高田真理[29]
- 撮影監督 - 野村達哉[29]
- 音楽 - 深澤秀行[29]
- 音響監督 - 納谷僚介[29]
- 音響効果 - 川田清貴[29]
- 音響制作 - スタジオマウス[29]
- 人狼監修 - 松崎史也[29]
- プロデュース - 川勝徹、木村吉隆[29]
- アニメーション制作 - domerica[29]

### キャスト
- ユーリ（主人公） - 安済知佳[29]
- セツ - 長谷川育美[29]
- SQ - 鬼頭明里[29]
- ラキオ - 七海ひろき[29]
- ジナ - 瀬戸麻沙美[29]
- しげみち - 関智一[29]
- ステラ - 早見沙織[29]
- 夕里子 - 悠木碧[29]
- コメット - 佐倉綾音[29]
- シピ - 中村悠一[29]
- ジョナス - 津田健次郎[29]
- ククルシカ - なし[29]
- オトメ - 花澤香菜[29]
- レムナン - 大塚剛央[29]
- 沙明 - 江口拓也[29]